# Steve Chabot
Pour les articles homonymes, voir Chabot.
Steven Joseph Chabot dit Steve Chabot, né le 22 janvier 1953 à Cincinnati, est un homme politique américain membre du Parti républicain. Il représente le premier district de l'Ohio à la Chambre des représentants des États-Unis entre 1995 et 2009 puis de 2011 à 2023.